# 2. junij
2. junij je 153. dan leta (154. v prestopnih letih) v gregorijanskem koledarju. Ostaja še 212 dni.

## Dogodki
- 455 – Vandali vdrejo v Rim
- 575 – Benedikt I. postane papež
- 1615 – prvi pripadniki sekte Récollet prispejo iz Rouena v Québec
- 1800 – v Trinityju na Novi Fundlandiji opravijo prvo cepljenje proti črnim kozam v Severni Ameriki
- 1846 – odprta železniška proga med Gradcem in Celjem
- 1848 – v Pragi se prične slovanski kongres narodov habsburške monarhije
- 1865 – z vdajo generala Edmunda Kirbyja Smitha v teksaškem Galvestonu se konča ameriška državljanska vojna
- 1924 – ZDA uradno priznajo državljanstvo prvotnim prebivalcem (Indijancem)
- 1941 – Vichyjska Francija sprejme drugi Statut o Židih
- 1946 – Italijani na referendumu izglasujejo odločitev, da Italija postane republika
- 1953 – okronana britanska kraljica Elizabeta II.
- 1955 – s sprejetjem Beograjske deklaracije se normalizirajo odnosi med Sovjetsko zvezo in Jugoslavijo
- 1965 – prve avstralske čete prispejo v Južni Vietnam
- 1966 – Surveyor 1 s pristankom v Oceanus Procellarum na Luni kot prvi človeški izdelek mehko pristane izven Zemlje
- 1967 – v protestih v zahodnem Berlinu proti obisku iranskega šaha umre Benno Ohnesorg, njegova smrt spodbudi nastanek teroristične skupine Gibanje 2. junij
- 1979 – papež Janez Pavel II. z obiskom rodne Poljske kot prvi papež obišče komunistično državo
- 1985 – v San Franciscu aretirajo množičnega morilca Leonarda Lakea zaradi tatvine v trgovini
- 1991 – v 510. učnem centru na Igu in 710. učnem centru v Pekrah priseže prva generacija nabornikov v TO
- 1995 – med nadzorovanjem zaprtega zračnega prostora nad Bosno in Hercegovino sestreljeno lovsko letalo F-16 ameriškega pilota Scotta O'Gradyja

## Rojstva
- 1202 – Margareta II. Flandrijska, grofica Flandrije in Hainauta († 1280)
- 1303 – Abu Said Bahadur, zadnji vladar Ilkanata († 1335)
- 1621 – Isack van Ostade, nizozemski slikar († 1649)
- 1740 – Markiz de Sade, francoski pisatelj († 1814)
- 1743 – Alessandro Cagliostro, italijnaski šarlatan, okultist, pustolovec († 1795)
- 1821 – Ion Constantin Brătianu, romunski državnik († 1891)
- 1835 – Giuseppe Melchiorre Sarto - Pij X., papež italijanskega rodu († 1914)
- 1840 – Thomas Masterson Hardy, angleški pisatelj, pesnik († 1928)
- 1857 – sir Edward William Elgar, angleški skladatelj († 1934)
- 1859 – Christian von Ehrenfels, avstrijski filozof in psiholog († 1932)
- 1891 – Ilka Vašte, slovenska pisateljica († 1967)
- 1899 – Charlotte Reiniger, nemško-britanska filmska režiserka († 1981)
- 1904 – Johnny Weissmuller, ameriški plavalec]], filmski igralec († 1984)
- 1908 – Miklos Szentkuthy, madžarski pisatelj († 1988)
- 1930 – Lojze Rozman, slovenski gledališki, filmski, TV igralec († 1997)
- 1938 – Princesa Désirée Švedska
- 1941 – Charlie Watts, britanski bobnar († 2021)
- 1944 – 
  - Ivo Umek, slovenski arhitekt, glasbenik in urednik
  - Marvin Hamlisch, ameriški skladatelj
- 1986 – Miha Rodman, slovenski igralec

## Smrti
- 261 pr. n. št. – Antioh I. Soter, kralj Selevkidskega cesarstva (* okoli 324 pr. n. št.)
- 657 – Evgen I., svetnik, papež (* ok. 615)
- 829 – sv. Nikefor, bizantinski patriarh (* ok. 758)
- 1052 – Guaimario IV., salernijski knez (* 1013)
- 1258 – Peter Portugalski, grof Urgella, baron Majorke (* 1187)
- 1280 – Jolanda II., grofica Neversa (* 1247)
- 1716 – Ogata Korin, japonski slikar (* 1657)
- 1882 – Giuseppe Garibaldi, italijanski domoljub, revolucionar (* 1807)
- 1896 – Friedrich Gerhard Rohlfs, nemški geograf, raziskovalec (* 1831)
- 1901 – George Leslie Mackay, kanadski misijonar na Tajvanu (* 1844)
- 1938 – Nathanael Greene Herreshoff, ameriški načrtovalec jadrnic (* 1848)
- 1956 – Jean Hersholt, dansko-ameriški filmski igralec, človekoljub (* 1886)
- 1961 – George Simon Kaufman, ameriški dramatik, gledališki režiser (* 1889)
- 1962 – Fran Saleški Finžgar, slovenski pisatelj (* 1871)
- 1970 – Leslie Bruce McLaren, novozelandski avtomobilski dirkač, inženir, konstruktor (* 1937)
- 1973 – Lojze Zupanc, slovenski pisatelj (* 1906)
- 1974 – Tom Kristensen, danski pesnik, pisatelj (* 1893)
- 1982 – Fazal Ilahi Čaudhri, pakistanski pedsednik (* 1904)
- 1988 – Radž Kapor, indijski filmski igralec, filmski režiser (* 1914)
- 1990 – sir Reginald Carey »Rex« Harrison, angleški filmski igralec (* 1908)

## Prazniki in obredi
- grška pravoslavna cerkev - dan sv. Nikeforja
- Italija – dan republike